# Ansar al-Khilafah Brasil
Ansar al-Khilafah Brasil (em árabe: أنصار الخلافة البرازيل, translit. Anṣār al-khilāfah al-Barāzīl, lit. 'Apoiadores do Califado do Brasil') foi uma célula terrorista desorganizada do Estado Islâmico e organização que atuou no Brasil de 2016 a 2018.

## História
O grupo ganhou destaque em 2016 após jurar lealdade ao grupo Estado Islâmico e ameaçar os Jogos Olímpicos de Verão de 2016 no Rio de Janeiro, Brasil. Através do Telegram, o grupo divulgava a propaganda do Estado Islâmico em português, incluindo as 14 edições da revista online do Estado Islâmico, a Dabiq.
Acredita-se que seja a primeira promessa de lealdade ao Estado Islâmico vinda da América do Sul.
No mesmo mês das ameaças, 10 membros do grupo seriam presos por conspiração da ameaça.
Em setembro de 2016, mais 8 membros seriam presos por seu apoio ao Estado Islâmico e planejamento de um ataque contra o Brasil, com um dos membros comprando um AKM do Paraguai, outros 4 estariam sob investigação.
Em 2018, o grupo tentou se restabelecer como uma célula adormecida, mas todos os 11 membros foram presos depois que mensagens de WhatsApp entre eles vazaram para a polícia brasileira.